# Julio Altadill
Julio Altadill y Torrontera de Sancho San Román (Toledo, 14 de mayo de 1858-Pamplona, 4 de mayo de 1935) fue un militar e historiador español, divulgador de la cultura y arte de Navarra.

## Estudios y carrera militar
Inició sus estudios en el Seminario San Miguel de Pamplona teniendo que interrumpirlos por las guerras carlistas, para posteriormente proseguir con el bachillerato en el Instituto de esta ciudad. Fue a estudiar a la Universidad de Madrid, para ingresar en el verano de 1875 en la Academia de Intendencia Militar de Madrid y finalizar los estudios con diecinueve años en Ávila, en julio de 1877. Al finalizar se quedó como profesor ayudante en este centro donde había realizado sus estudios.
Llevó la contabilidad de las obras del Fuerte de San Cristóbal, en el monte Ezcaba próximo a Pamplona. Desempeñó la Secretaría de Intendencia de la Sexta Región militar y la Dirección de los Parques de Pamplona y Vitoria.
En el Cuerpo de Intendencia participó desde la península ibérica en las operaciones de apoyo a la guerra de Cuba, y operó en África, en la campaña del Rif de 1909.
Fue condecorado con la Gran Cruz del Mérito Militar blanca, la cruz y la placa de la Orden de San Hermenegildo y la Cruz blanca de 2.ª pensionada por su carrera militar.

## Símbolos de Navarra
En 1910, próxima la celebración del aniversario de la batalla de Las Navas de Tolosa, Altadill, junto con Hermilio de Olóriz y Arturo Campión, diseñó el el escudo y la actual bandera de Navarra, que ese mismo año aprobó la Diputación navarra.

## Faceta de historiador
Desde muy joven realizó una labor investigadora de la historia y arte con gran profusión de  trabajos por lo que a los veinticuatro años, en 1902, fue nombrado académico en la Academia de Historia y Bellas Artes de San Fernando. A su vez fue miembro de la Academia Hispano-Americana de Ciencias y Artes, vicepresidente de la Comisión de Monumentos Históricos y Artísticos de Navarra, dirigiendo el Boletín divulgativo y en 1920 secretario del Segundo Congreso de Estudios Vascos.
Realizó una extensa divulgación de estudios históricos de Navarra, tanto en conferencias como en artículos; también por medio de sus fotografías.

## Obras destacadas
- Conquista y dominación de los españoles en América (1883);
- Estudio bibliográfico. Primera imprenta y catálogo de obras editadas en Pamplona, que fue  premiado en el Certamen de 1884 y traducido al alemán en el mismo año, es el primer intento de bibliografía navarra;
- Bibliografía y obras del P. Joseph de Morete, Primer Cronista de Navarra (1887);
- Memorias de Sarasate (1909);
- Geografía Histórica de Navarra. Los despoblados (entre 1917 y 1925);
- Geografía General del País Vasco-Navarro (1918), dos volúmenes sobre Navarra;
- Bibliografía de la prensa periódica de Pamplona (1923);

- Vías y vestigios romanos en Navarra (1928);
- Geografía General del País Vasco. Provincia de Navarra, Barcelona, 1934. (2 tomos)

- Castillos medioevales de Navarra, de tres volúmenes, publicada entre 1934 y 1936.